# 阿尔贝 (下莱茵省)
阿尔贝（法語：Albé，法語發音：[albe] ⓘ）是法国大東部大區下莱茵省的一个市镇，属于塞莱斯塔-埃尔什泰因区。 

## 地理
阿尔贝（48°21'25"N, 7°19'6"E）面积10.83 平方千米，位于法国大東部大區下莱茵省，该省份为法国大陆部分最东部的省份，是阿尔萨斯的一部分，今与上莱茵省组成了阿尔萨斯欧洲集体，其南至上莱茵省，西南接孚日省和默尔特-摩泽尔省，西接摩泽尔省，北与德国接壤。
与阿尔贝接壤的市镇（或旧市镇、城区）包括：昂德洛、布雷唐巴克、勒奥瓦尔德、雷克斯弗尔、圣马丹、圣皮埃尔布瓦、特里耶姆巴克奥瓦、维莱。
阿尔贝的时区为UTC+01:00、UTC+02:00（夏令时）。

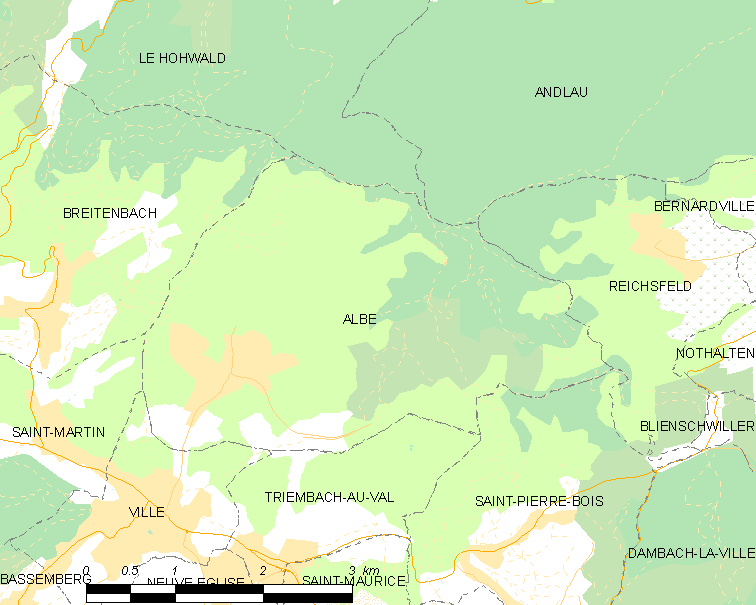
阿尔贝的OSM定位图

## 行政
阿尔贝的邮政编码为67220，INSEE市镇编码为67003。

## 政治
阿尔贝所属的省级选区为米齐格县。

## 人口

1962-2008年间阿尔贝人口变化图示

阿尔贝于2022年1月1日时的人口数量为471人。